# Кале (археолошко налазиште)
Кале је археолошко налазиште из 4. века п. н. е. које се налази на планини Рујан,
 код села Кршевице, недалеко од Бујановца, на југу Србије и представља најстарије урбано насеље на тлу Републике Србије.
Кале се издваја као најсеверније насеље где су откривени остаци грчке цивилизације и најјужније налазиште са траговима келтске културе и латенским материјалом.
Потиче из 4. и 3. века п. н. е. и спада у групу хеленизованих утврђених насеља млађег гвозденог доба.
Неки научници сматрају да је можда реч о античком граду Дамастиону, који се помиње у Страбоновој „Географији“, али до сада није прецизније лоциран. Верује се да је ово урбано насеље доживело процват у време Филипа Македонског и Александра Великог. Локалитет је врло богат налазима, нарочито грнчаријом. Највећа количина материјала који је пронађен припада локалној грнчарији рађеној по грчким узорима. Поред амфора, пронађени су и кантароси који представљају посуде од глине премазане црном бојом и украшене фигурама и орнаментима. Саставни део прибора за вино били су и кратери који су служили за мешање воде и вина, затим цедиљке и ојнохое.
Велика заступљеност предмета је основна карактеристика сличних локалитета у Македонији и Бугарској где се такође истичу црвенофигуралне керамичке посуде донете из разних медитеранских центара, као и остале покретне и непокретне материјалне културе, која према одликама одговара каснокласичном и ранохеленистичком периоду северне Грчке и античке Македоније.
На истом локалитету такође су пронађени налази из бронзаног и старијег гвозденог доба. За гашење Кршевице се везује келтска инвазија на Македонију и Грчку која се завршава поразом код Делфа 279. године пре нове ере.
Локалитет Кале је истраживан у периоду од 2001. до 2011. године, истражено је око 6% некадашњег града, а затим су истраживања смањена због недостатка новца.